# (35030) 1981 EW22
(35030) 1981 EW22 es un asteroide perteneciente al cinturón de asteroides, descubierto el 2 de marzo de 1981 por Schelte John Bus desde el Observatorio de Siding Spring, Nueva Gales del Sur, Australia.

## Designación y nombre
Designado provisionalmente como 1981 EW22.

## Características orbitales
1981 EW22 está situado a una distancia media del Sol de 3,073 ua, pudiendo alejarse hasta 3,903 ua y acercarse hasta 2,243 ua. Su excentricidad es 0,270 y la inclinación orbital 3,041 grados. Emplea 1968,13 días en completar una órbita alrededor del Sol.

## Características físicas
La magnitud absoluta de 1981 EW22 es 15,5. 